# Open-Source-Hardware

Logo für „Open Source Hardware“ der Open Source Hardware Association (OSHWA)

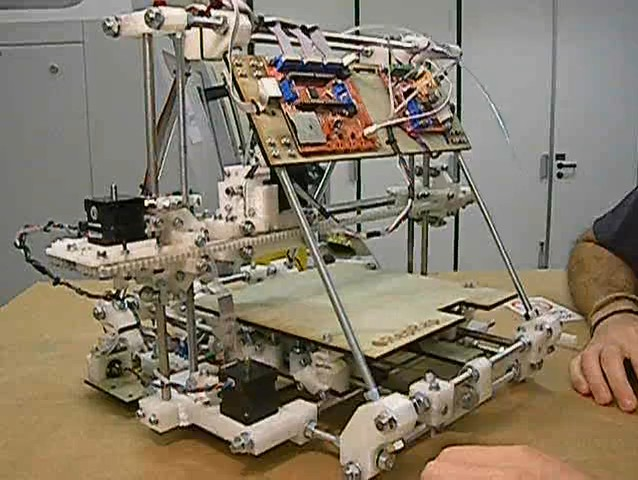
Der RepRap-Allzweck-3D-Drucker mit der Fähigkeit, Kopien seiner eigenen Strukturteile anzufertigen („selbstreplizierend“)

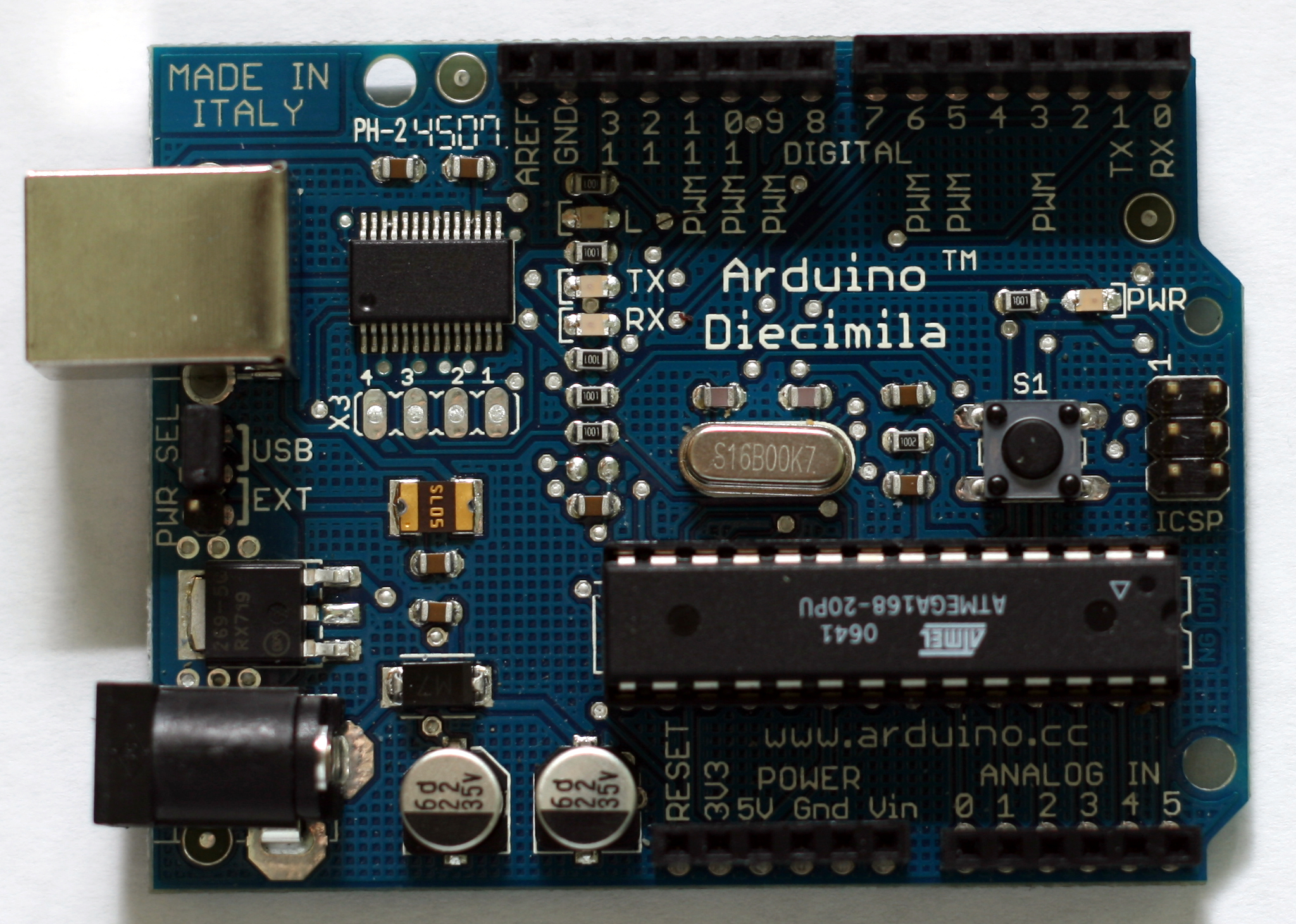
Der Arduino Diecimila, offene Physical-Computing-Plattform

Open-Source-Hardware (OSH, auch Open Hardware, OH) oder Freie Hardware (englisch Free Hardware) ist eine Hardware, die nach freien Bauplänen hergestellt wird. Die Bewegung und Idee steht der Freie-Software-, Open-Source- und DIY-Bewegung nahe bzw. geht auf diese zurück.

## Konzept und Wirkungsfeld

### Grundlagen
Open Hardware beschreibt „Hardware, deren Baupläne öffentlich zugänglich gemacht wurden, so dass alle sie studieren, verändern, weiterverbreiten und darauf basierende Hardware herstellen und verkaufen können.“ Dies soll auch für die Quelldateien der Hardware gelten, die in einem leicht zu verändernden Format mit veröffentlicht werden. Wünschenswert ist dabei, dass Open Hardware auf leicht erhältliche Komponenten und Werkstoffe sowie etablierte Fertigungsverfahren zurückgreift, oder gar solche, die bereits ebenfalls unter freien Lizenzen zur Verfügung stehen.
Das Open-o-meter beschreibt acht (bzw. zehn) Kriterien auf Produkt- und Prozessebene, die zur Deklaration als Open-Source-Hardware erfüllt sein sollen und „Openwashing“, bspw. in Form von lediglich offen spezifizierter aber nicht frei verwendbarer Hardware, vorbeugen. Sind ein bis sieben davon erfüllt, gilt das Produkt als teil-offen. Bei Erfüllung keines Kriteriums ist das Produkt vollständig proprietär. Die Kriterien lauten:
1. Verwendung einer Open-Source-kompatiblen Lizenz einschließlich der Freigabe kommerzieller Nutzung
2. Veröffentlichung aller Design-Dateien
3. Veröffentlichung einer Stückliste
4. Veröffentlichung einer Montageanleitung
5. Veröffentlichung aller Dateien im (bearbeitbaren) Originalformat
6. Verwendung eines Versionierungssystems
7. Veröffentlichung eines Beitragsleitfadens, der Wege zur kollaborativen Weiterentwicklung erörtert
8. Verwendung eines Issue-Management-Systems

### Besonderheiten im methodischen Entwicklungsprozess
Im Unterschied zu herkömmlichen Produktentwicklungsprozessen des Maschinenbaus und der Mechatronik finden im Idealfall bereits alle Phasen der Produktentwicklung offen dokumentiert statt, was den Rückgriff auf Plattformen der nicht-linearen Software-Entwicklung empfehlenswert macht, die Forks und Traceability für die parallele Weiterentwicklung durch unterschiedliche Stakeholder und dennoch deren spätere Zusammenführung sowie die Reproduzierbarkeit (Replikation) von Erzeugnissen (Produkte, Versuchsergebnisse) ermöglichen.
Im wissenschaftlichen Bereich wird für die Veröffentlichung von Open-Hardware-Artefakten als FAIR-Data (auffindbar, dauerhaft zugänglich, interoperabel, wiederverwendbar) im Sinne gängiger Open-Science- und -Access-Standards plädiert.

### Wirtschaftlichkeit und Rahmenbedingungen
Open-Source-Hardware weist starke Überschneidungen zum Wertschöpfungsparadigma der Commons-based peer production auf. Neben den oben genannten Beiträgen zu Nachvollziehbarkeit, Verbraucherschutz und Kreislaufwirtschaft deuten verschiedene Untersuchungen auf deutliche Kostenersparnis durch Open-Source-Hardware hin. In den Bereichen der Microcontroller-Entwicklerboards und der additiven Fertigung habe die durchschnittliche Kostenersparnis durch offene Hardware gegenüber proprietären Lösungen bei 94 Prozent gelegen. Auch wenn für Hobbybastelnde und bisher niedrig-digitalisierte Unternehmen mitunter „hohe[n] Anforderungen an die Dokumentation“ bestehen, attestiert eine Studie der EU-Kommission ein Kosten-Nutzen-Verhältnis von über 1 zu 4. Die fallspezifische Studie eines Open-Source-MRT-Gerätes bezifferte die langfristige Ersparnis inklusive Maintenance durch Open Hardware für das Gesundheitssystem auf 1,8 bis 222 Millionen US-Dollar pro Jahr. Dabei kann Forschenden, die Open Hardware im Rahmen ihrer Open-Science-Bestrebungen schaffen, der Schritt von Prototyp zur Fertigung schwer fallen. Sie können von Kooperationen mit etablierten Unternehmen oder offenen Werkstätten profitieren. Chancen werden auch im Potential von Open-Source-Hardware für generatives Design mittels „künstlicher Intelligenz“ gesehen.
Es existieren verschiedene Geschäftsmodelle, um offene technische Dokumentationen wirtschaftlich zu machen (vgl. auch Open-Source-Software-Geschäftsmodelle). Gängig wird zwischen entwicklungszentrierten (Arduino), fertigungszentrierten (Sparkfun, Adafruit Industries) und dienstleistungszentrierten Modellen unterschieden. Unterstützende Erwerbsquellen können durch implementierende und fallspezifische Beratungsleistungen und Standardisierung erschlossen werden. Das REMODEL-Toolkit enthält Designsprints zur unternehmens- und produktspezifischen Anpassung von Geschäftsmodellen. Aus Perspektive des Marketings scheinen insbesondere Community-Building, Crowdsourcing, Ko-Kreation, Authentizität und aufrichtige Kommunikation von Produkteigenschaften und -unzulänglichkeiten entscheidende Prinzipien darzustellen. Deren Professionalisierung kann zudem zur gezielten Weiterentwicklung der Produkte beitragen. Daneben existieren qualitative Metriken zur Abschätzung der industriellen Adaption von Open Hardware. Außerdem gibt es Überlegungen zur Gewinnverteilung in Communities und bei Fremdfinanzierung.
| Stufe | Offenheit                                                       | Nachbaubarkeit                                                  | Produzierbarkeit                                                               | Zulassung                           |
| ----- | --------------------------------------------------------------- | --------------------------------------------------------------- | ------------------------------------------------------------------------------ | ----------------------------------- |
| 0     | –                                                               | –                                                               | Unzureichend für Reproduktion bei Losgröße 1                                   | Keine Angaben                       |
| 1     | Nicht offen                                                     | Nicht nachbaubar                                                | Eindeutige Stückliste                                                          | Keine Zulassung beabsichtigt        |
| 2     | Offen deklariert, keine Dokumentation                           | Unvollständige/ungenaue Dokumentation                           | Verfügbarkeit von Code sowie aller 2D- und 3D-Teile                            | Bisher keine Bewerbung um Zulassung |
| 3     | Repositorium mit Teildokumentation                              | Software und Hardware dokumentiert, unvollständige Bauanleitung | Verfügbarkeit aller elektrischen und pneumatischen Schaltpläne und PCB-Layouts | Bewerbung um Zulassung              |
| 4     | Lizenzstrategie mit regelmäßigen Updates                        | Vollständige technische Dokumentation                           | Vollständige Bau- bzw. Fertigungsanleitungen                                   | Erste Zulassung abgelehnt           |
| 5     | Vollständig offen (Dokumentation, Community, eindeutige Lizenz) | Vollständige Reproduktion durch Dritte erfolgt                  | Angaben zu Lieferkettensicherheit und Qualitätssicherung                       | Zertifizierung/Zulassung erfolgt    |

Joshua M. Pearce merkte 2022 an, dass die strategische Förderung von Open Hardware durch Ersatz von Lieferketten, Technologiesouveränität und Weiteres einen Beitrag zur nationalen Sicherheit leisten könne. Ähnliches legte 2018 eine Studie des KIT-ITAS nahe. Allerdings ist es aufgrund der physischen Eigenschaften von Hardware schwieriger als bei Open-Source Software, nachhaltige Geschäftsmodelle zu etablieren, was für eine intensivere Förderung von OSH spricht, sei es durch öffentliche Finanzierung oder durch Crowdsourcing auf Plattformen wie Indiegogo, oder Kickstarter. Zudem wird vermutet, dass Open Hardware zur Beschleunigung der Technologieentwicklung und Kompetenzaufwuchs im Globalen Süden beitragen kann, indem dortigen Sachkundigen Zugang zu technologischen Grundlagen bietet, sowie eigene Entwicklungstätigkeit und Geschäftsaktivität ermöglicht. In den Ingenieur- und Naturwissenschaften eignet sich Open Hardware als neues Paradigma für Wertschöpfung und Technologietransfer, das „gerade auch Studierende und junge Wissenschaftler“ in den Prozess zum allseitigen Vorteil einbinde. Außerdem besteht die Möglichkeit der Gründung hochschulischer oder studentischer Unternehmen, die Open-Source-Hardware als lehrpraktische Übung entwickeln und vertreiben.

### Rechtliche Grundlagen

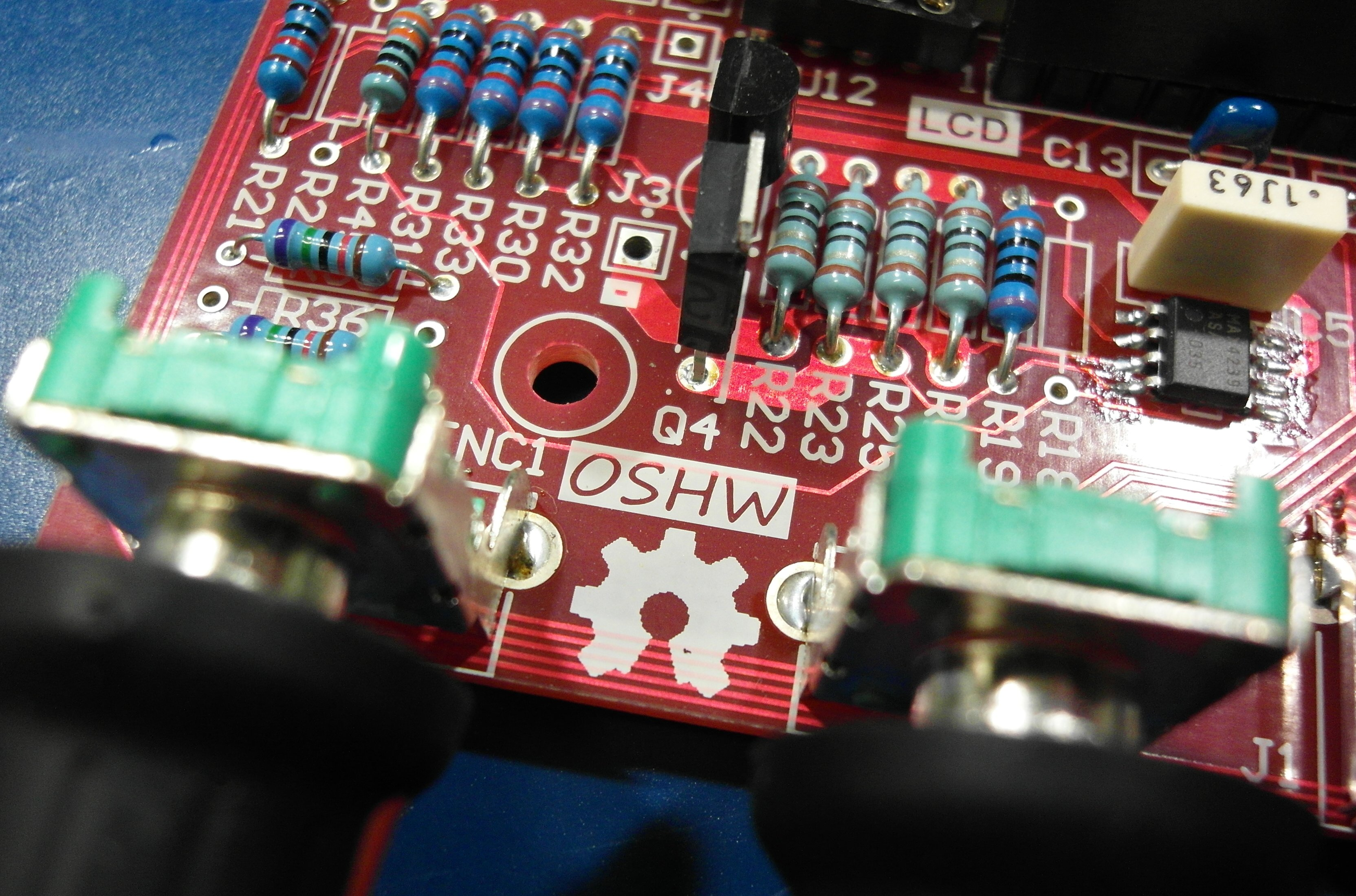
Platine mit Open-Source-Hardware-Kennzeichnung

Da Hardware häufig, anders als Software, nicht dem Copyright unterliegt, sind Open-Source-Hardware-Lizenzen mehr auf das Patentrecht als Wirkmechanismus fokussiert, anders als FOSS-Lizenzen, die auf dem Copyright fußen.
Freie Hardware kann je nach Projekt unterschiedlich weit freigegeben werden. Viele Hersteller geben oft nur Teile ihrer Implementierungen für eigene Projekte der Benutzer weiter. Beispielsweise wurde nur die Firmware des WLAN-Routers WRT54GL von Linksys (gezwungenermaßen) unter GPL gestellt; vom Roboterstaubsauger Roomba wurde nur die Programmierschnittstelle veröffentlicht.
Zudem können voneinander unabhängige Teile eines Projekts anderen Lizenzen unterstehen. Dies bedeutet, dass etwa Schnittstellen, Software und Hardware unterschiedliche Lizenzen haben können.

#### Open-Hardware-Lizenzen
Eine geeignete Lizenzierung wird als unabdingbar für den Erfolg und positiven Einfluss von Open Hardware erachtet. Bekannte und in Verwendung befindliche Open-Source-Hardware-Lizenzen sind:
- Die „TAPR Open Hardware License“: geschrieben von Anwalt John Ackermann und von OSS-Größen Bruce Perens und Eric S. Raymond, abgesegnet nach Diskussionen mit Hunderten aus der Community[43]
- „Balloon Open Hardware License“: geschrieben und verwendet vom „Balloon Project“
- obwohl ursprüngliche eine eigene Lizenz, verwendet OpenCores nun die LGPL
- Hardware Design Public License: geschrieben von Graham Seaman, Administrator von Opencollector.org
- CERNs CERN Open Hardware License (CERN OHL)[44] ursprünglich für die Verwendung mit dem Open Hardware Repository[45]
- Solderpad License[46], eine Variante der Apache License version 2.0, erweitert von Anwalt Andrew Katz um passender für Hardware zu sein.
- Chumby-SDK- und HDK-Lizenz.
- BSD-Lizenz, MIT-Lizenz, und andere permissive FOSS-Lizenzen.

Die Open Source Hardware Association empfiehlt sieben Lizenzen, die zur Open-source Hardware Definition kompatibel sind. Von den allgemeinen Copyleft-Lizenzen die GNU General Public License (GPL) und Creative Commons Attribution-ShareAlike, von den Hardware-spezifischen Copyleft-Lizenzen die CERN Open Hardware License (CERN OHL) und TAPR Open Hardware License (TAPR OHL) und von den allgemeinen freizügigen Lizenzen die Free-BSD-Lizenz, die MIT-Lizenz und die Creative-Commons-Attribution-Lizenz. Openhardware.org empfahl 2012 die TAPR Open Hardware License, die Creative Commons BY-SA 3.0 und die GPL-3.0-Lizenz.
Richard Stallman (GNU und FSF) empfiehlt für freie Hardware verschiedene Lizenzen für verschiedene Anwendungsfälle. Für allgemeine Baupläne die GNU GPL v3 (oder später), die Apache-Lizenz v2.0 und die CC-0 (eine Public-Domain-ähnliche Lizenz). Für funktionale 3D-Baupläne die GNU GPL v3 (oder später), die Apache-Lizenz v2.0 und die Lizenzen CC-BY-SA, CC-BY oder CC-0. Für dekorative Designs die GNU GPL v3 (oder später), die Apache-Lizenz v2.0, die CC-0 oder jede andere Creative-Commons-Lizenz (auch die proprietären).
Ein Gutachten der Europäischen Kommission erachtete Open-Hardware-Lizenzen als Wege zur Zusammenführung der Community-Ziele und der Offenlegung des sozioökonomischen Potentials von Open Hardware. Also solche stünden sie nicht im Widerspruch zu kommerziellen Anwendungen. Neben eines Lizenz-Frameworks sollten auch Dokumentationsstandards und Zertifizierungsprogramme breitenwirksamer gefördert werden.

#### Haftung
Die gängigsten Open-Hardware-Lizenzen geben einen vollständigen Haftungsausschluss für veröffentlichte technische Dokumentationen an. Auch wenn länderspezifische Sonderregelungen auftreten können, nutzen anwendende Entitäten resultierende Produkte damit auf Vertrauensbasis, wie sich dies auch bei anderen Gemeingütern vollzieht (Commoning). Begutachtungs- und Lizenzierungsverfahren für einzelne Produkte können das Nutzungsrisiko verringern. Werden materielle Open-Hardware-Erzeugnisse in Umlauf gebracht, gelten in der Regel die lokal üblichen Gesetzgebungen zur Produkthaftung.
Branchenkundige der Bucerius Law School und Open Knowledge Foundation Germany weisen darauf hin, dass eine Anfechtung der Haftungsausschlüsse besonders bei Körperschäden nie ausschließbar ist, auch wenn Designern ein Verstoß der Sorgfaltspflicht nachgewiesen werden muss. Sie empfehlen die Einhaltung gängiger Normen, CE-Zertifizierung und eine dokumentierte FMEA (Auswirkungsanalyse) zur maximalen rechtlichen Absicherung.

#### Normung und Zertifizierung
DIN SPEC 3105 soll künftig als Handreichung und industrieller Entwicklungsstandard für Open-Source-Hardware dienen. Die am 18. Juni 2020 erschienene, zweiteilige Spezifikation ist die erste DIN-Kernveröffentlichung unter Creative-Commons-Lizenz. Sie sieht zudem eine community-basiertes Review-Verfahren vor. Die Spezifikation soll in EN- und ISO-Normen übertragen werden.
Über die Open Source Hardware Association (OSHWA) können Produkte und deren technische Dokumentation als Open Hardware zertifiziert werden. Die Halbautomatisierung, beispielsweise auf Basis von MediaWiki-Artikeln, befindet sich in Erprobung (Stand: Ende 2022).

## Geschichte

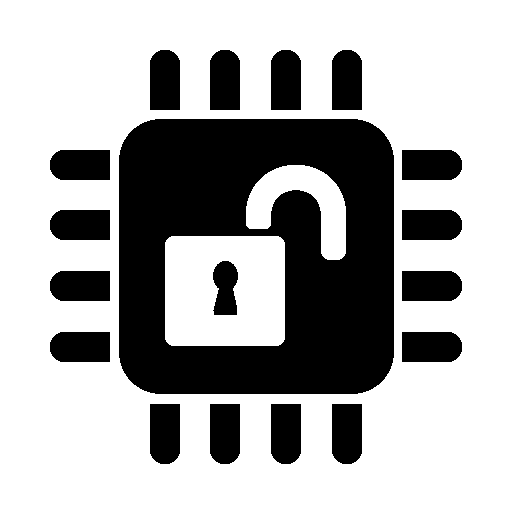
openhardware.org-Logo (2013)

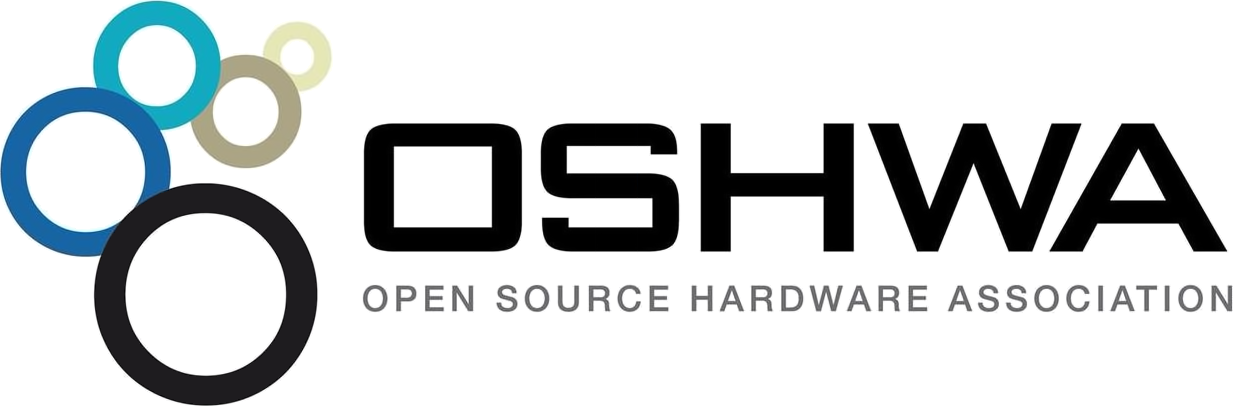
OSHWA Logo

Erste Hardware-orientierte „Open-Source“-Aktivitäten wurden 1997 von Bruce Perens gestartet, dem Autor der Open Source Definition, Mitbegründer der Open Source Initiative und Funkamateur. Er startete das Open Hardware Certification Program mit dem Ziel, Hardwareherstellern die Selbstzertifizierung ihrer Produkte als „offen“ zu ermöglichen. Kurz nach dem Start von Perens’ Programm startete David Freeman das Open Hardware Specification Project (OHSpec) als weiteren Versuch eine freie Computing-Plattform als Alternative zu proprietären Plattformen zu etablieren. 1999 versuchten drei weitere Enthusiasten, die Open-Source-Philosophie auf Maschinendesign zu übertragen, gründeten die Open Design Foundation (ODF) als gemeinnützige Organisation und entwickelten die „Open Design“-Definition. Jedoch verliefen diese Aktivitäten alle nach einiger Zeit im Sande.
Mitte der 2000er wurde Open-Source-Hardware jedoch wiederbelebt durch das Auftauchen einiger hochprofiliger und erfolgreicher Projekte und Firmen wie OpenCores (bekannt für OpenRISC), RepRap (3D-Drucker), Arduino, Adafruit und SparkFun. Darauf reagierend, reaktivierte Perens seine Website openhardware.org 2007.
Die 2006 erschienene Maker's Bill of Rights, ein Ethikkodex der Maker-Bewegung, hielt die Motivation zur freien Veröffentlichung der technischen Dokumentationen der DIY-Produkte schriftlich fest. Das Open Graphics Project, ein Versuch einen freien und offenen 3D-Graphikchip und eine 3D-Referenzkarte zu entwickeln, führte 2007 zur Gründung der Open Hardware Foundation (OHF).
Die Tucson Amateur Packet Radio Corporation (TAPR), eine 1982 gegründete Amateurradio-Organisation, welche die Weiterentwicklung der digitalen Amateurradiotechnologie vorantreiben will, erschuf 2007 die erste Open-Hardware-Lizenz, die TAPR Open Hardware License. Die OSI mit Eric S. Raymond äußerte Bedenken zu der neuen Lizenz und entschied, sie nicht zu reviewen.
2010 im Umfeld des Freedom Defined-Projekts wurde die Open Hardware Definition als kollaborative Arbeit vieler erstellt, und erzielte breite Akzeptanz dutzender Organisationen und Firmen (Stand 2016).
Im Juli 2011 veröffentlichte das CERN (European Organization for Nuclear Research) eine eigene Open-Source-Hardware-Lizenz, die CERN Open Hardware License. Javier Serrano, ein Ingenieur bei CERNs Beams Department und Gründer des Open Hardware Repository, ließ dazu verlauten: “By sharing designs openly, CERN expects to improve the quality of designs through peer review and to guarantee their users – including commercial companies – the freedom to study, modify and manufacture them, leading to better hardware and less duplication of efforts”. Obwohl ursprünglich entwickelt, um CERN-spezifische Ansprüche zu erfüllen, wie die Verfolgung der Auswirkung der Forschung des CERNs, kann sie in ihrer mehrfach angepassten Form nun von jedermann gut für beliebige Open-Source-Hardware verwendet werden.
Auf dem Open Hardware Summit 2011 kam es zu erhitzten Diskussionen über Lizenzen und über das, was Open Source Hardware ausmacht, als Folge sagte sich Bruce Perens von den bisherigen gemeinsamen Bemühungen und Ergebnissen wie der OSHW-Definition los. Bruce Perens reaktivierte Openhardware.org mit einer gleichnamigen Organisation welche „Open Hardware“ vertritt, trotz inhaltlicher Übereinstimmung mit der Open Source Hardware Definition, auf Basis der Open Source Definition und den „Vier Freiheiten“ der Free Software Foundation. Jedoch ist seit 2014 Perens openhardware.org nicht mehr online und die Organisation scheint alle Aktivitäten eingestellt zu haben.
Die Open Source Hardware Association (OSHWA) auf oshwa.org vertritt „Open Source Hardware“, agiert als Zentrum für Open-Source-Hardware-Aktivitäten aller Art und Genres und kooperiert intensiv mit Entitäten wie TAPR, CERN und OSI. Die OSHWA wurde im Juni 2012 als Organisation in Delaware, USA etabliert und wurde im Juli 2013 gemeinnützig. Nach Querelen über Trademark-Überschneidungen zwischen der OSHWA und der OSI, unterzeichneten beide Organisationen 2012 eine Koexistenzvereinbarung.
2012, nach Jahren skeptischer Distanz zu der Idee der Relevanz von freien Hardwaredesigns, begann die Free Software Foundation ein „Respects Your Freedom“- Zertifizierungsprogramm (RYF). Es soll die Entwicklung und die Verbreitung von freier Hardware ermutigen, die ein Augenmerk auf die Rechte und Privatsphäre des Endnutzers haben soll. Die Kampagne hat bis jetzt einen nur begrenzten Erfolg mit sechs Geräten erzielt, auch wurde die Kampagne für das Vermengen politischer Aktivitäten mit einem Hardwarezertifikat kritisiert; die FSF fordert für das Zertifikat die Akzeptanz und Verwendung der im FOSS-Umfeld umstrittenen FSF-Terminologie. Das FSF-Projekt Replicant schlug 2016 auch eine „freie Hardware“-Definition (anstelle der OSHWA-„Open Source Hardware“-Definition), abgeleitet von den „Vier Freiheiten“ der FSF, vor.
Seit 2015 richtet Xilinx die Xilinx Open Hardware Design Challenge aus. Teilnehmende sind angehalten, ihre technische Dokumentation auf GitHub zu veröffentlichen oder anderweitig die Wiederverwendbarkeit sicherzustellen.
Die Alfred P. Sloan Foundation finanziert den 2020 gegründeten THING Tank [sic!] des Wilson Centers. 2021 schlugen Forschende der TU Berlin und des IÖW zur Förderung von Open Hardware und Nachhaltigkeit die Einrichtung eines europäischen Open Technology Funds nach US-Vorbild vor. Ab Frühjahr 2022 schreibt die Open Knowledge Foundation Deutschland über den Prototype Fund Hardware Projektförderung für Open-Source-Hardware aus. In Deutschland betreiben insbesondere die Technische Universität Berlin und die Berlin University Alliance (BUA), sowie Helmut-Schmidt-Universität Hamburg und die Hochschule für angewandte Wissenschaften Hamburg dezidierte Open-Hardware-Forschung (Stand: Anfang 2022).

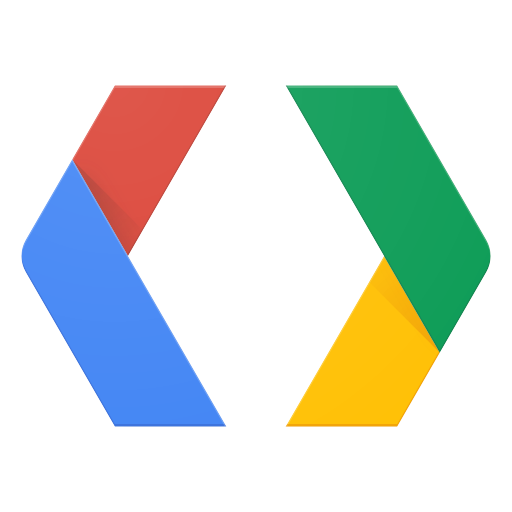
Google Developers und andere stellen Design-Software für Open Hardware in der Halbleitertechnik bereit

Gemeinsam mit SkyWater Technology entwickelt Google eigene Open-Hardware-Chips und stellt das aus OpenRoad-EDA (DARPA) und anderen Software-Tools zusammengesetzte Process Design Kit (PDK) bereit. Personen können über das Programm eigene Chip-Designs einreichen, die bei Erfolg mit Globalfoundries gefertigt werden. Etwa seit 2021 entwickelt Apple auf RISC-V beruhende Hardware, die ARM-Architekturen ablösen soll.
2023 gründete sich die Spanish Open Hardware Alliance (SOHA), die RISC-V-basierte Open-Science-Hardware entwickelt, und der unter anderem das Barcelona Supercomputing Center (BSC-CNS) sowie die Universitäten La Laguna, Santiago de Compostela und Saragossa angehören.
Seit 2024 existiert in Dresden die Open Source Hardware Innovation Platform (oSHOP) von TU Dresden, HTW Dresden, Fraunhofer IWU und Handwerkskammer Dresden, die unter anderem zur „Beschleunigung von Entwicklungszyklen“ beitragen soll.

## Anwendungsbeispiele

### Grundlagen, Mobilität und Energie
Auch wenn Open-Source-Hardware häufig viel mit Open-Source-Software gemein hat, kann „Open Hardware“ jedoch auch weit entfernt von Softwaretechnik stattfinden: Beispielsweise versucht das Projekt „OpenSource Car“ (OScar) freie Baupläne für ein Auto zu entwickeln, also ein frei verfügbares „Rezept“ zum Selberbauen. Sono Motors will zumindest die Dokumentation nicht sicherheitsrelevanter Ersatzteile des Modells Sono Sion lizenzfrei zur Verfügung stellen (reSono). Noch weitergehend erfolgt dies bei Thingiverse, hier werden Objekte als 3D-druckbare CAD-Dateien zur Verfügung gestellt. Das Projekt „Solar“ versucht, in Entwicklungsländern günstige Selbstbau-Solarsysteme zu verbreiten, auch um kochen und heizen ohne Feuerholz zu ermöglichen. Die indische Regierung möchte die Entwicklung eines offenen Batteriemanagementsystems für Elektro-Kleinfahrzeuge fördern (Stand: Mitte 2022).
Neben dem RepRap (FDM-Verfahren), der als Grundlage für weitere kommerzielle Geräte von Prusa und anderen diente, existieren mit BeamMaker (DLP) und anderen zahlreiche weitere, offen dokumentierte 3D-Drucker verschiedenster Fertigungsverfahren.

### Informationstechnik, Haushalts- und Unterhaltungselektronik
Die Projekte Libreboot (enthält im Gegensatz zu coreboot keine proprietären Bestandteile mehr) und coreboot (ehemals LinuxBIOS) mit dem Ziel, proprietäre BIOSe zu ersetzen, werden manchmal auch der freien Hardware zugeordnet, da das BIOS aus historischer Perspektive der Hardware zugeordnet war. Während zu den Anfängen der Computer das BIOS vollständig in einem OTP-ROM gespeichert und somit untrennbar in der Hardware verankert war, ist dieses inzwischen, analog zu jeder anderen Software, vollständig austauschbar.
Um 2002 stellte John Hey das freie Heyphone, ein auf die Höhlenrettung optimiertes Funkgerät, vor. Als einer der ersten Computer in Serienproduktion will das gemeinnützige Projekt 100-Dollar-Laptop alle seine Computer mit coreboot ausstatten. Bei einer geplanten Produktionsmenge von 100 bis 200 Millionen Stück soll das BIOS wohl insbesondere in den Entwicklungs- und Schwellenländern große Verbreitung finden und damit einen Beitrag zur Entwicklungshilfe leisten. Am 14. Februar 2006 hat die Firma Sun Microsystems überraschenderweise das Design ihrer bekannten SPARC-Prozessorarchitektur unter dem Namen OpenSPARC gänzlich offengelegt und unter der Freie-Software-Lizenz GNU General Public License der Allgemeinheit zugänglich gemacht. Unter dem Namen „Open Compute Project“ hat Facebook sowohl die Architektur seiner Server als auch eines Rechenzentrums freigegeben. Aufmerksamkeit erregt auch die Entwicklung des offenen Befehlssatzes RISC-V, einer Grundlagentechnologie für Prozessordesign. Um 2020 wurde in Berlin der MNT Reform als einer der offensten Laptops überhaupt vorgestellt. PINE64 entwickelt, vertreibt und veröffentlicht Teile der Dokumentation der eigenen Laptops, Smartphones, Tablets, Smartwatches und Wearables. Zoybar ist ein modulares Musikinstrument, das als Gitarre, Kontrabass oder Synthesizer konfiguriert werden kann. Monome ist ein Open-Hardware-MIDI-Controller. Manyone beabsichtigt die offene Entwicklung einer Handheld-AR-Spielekonsole. Es existieren diverse Open-Hardware-Staubsauger und -roboter.
Mit CinePi (4K, 16 Bit DNG) und Sitina 1 existieren sowohl eine Video- als auch eine Vollformatkamera für Fotografien.

### Wissenschaft, Industrie und Raumfahrt
Im Zusammenhang mit den FabCity-Bestrebungen Hamburgs wird das Open Lab Starter Kit entwickelt, das auf Basis bestehender Projekte großräumige CNC-Fräsen, 3D-Drucker, 3D-Scanner, Schneideplotter und Lasercutter entwickeln und offen dokumentieren möchte. Mit dem Global Village Construction Set (GVCS) hat Open Source Ecology fünfzig verschiedene, auf Modularität optimierte Geräte und technische Anlagen entwickelt und offen dokumentiert, die zum Aufbau nachhaltiger, kleiner Siedlungen genügen sollen. Aus dem Bereich der Textilverarbeitung kommt das AYAB-Projekt (“All yarns are beautiful”, englisch für „Alle Garne sind schön“), welches die verbreiteten Strickmaschinen Brother KH-9xx mit einer modernen und offenen Arduino-basierten Ansteuerung versieht. In der Forschungslandschaft findet Open-Source-Hardware für verschiedenste bildgebende Verfahren, Mikroskopie, Mikrofluidik, sowie Messtechnik, Sensorik und Elektronik sowie ein diverserer Zugang zu wissenschaftlicher Tätigkeit vermehrte Beachtung. Dokumentiert ohne eindeutige Lizenz findet das Soft Robotics Toolkit für Kontinuumsrobotik im Bildungssektor Verwendung. Das ab 2008 am CERN in einem offenen Prozess entwickelte White Rabbit, ein „System für hochsynchrone Datenübertragung“ in verteilten Systemen, findet Anwendung „in Bereichen wie dem Finanzsektor [u.a. Deutsche Börse], der Telekommunikation, der Energiewirtschaft, dem IoT-Bereich, der Luftverkehrskontrolle“. Mit WikiHouse und anderen Initiativen findet der Ansatz zudem Eingang ins Bauwesen.
Im Bereich der Luft- und Raumfahrttechnik existieren diverse Open-Hardware-Satelliten nach dem Vorbild von Cubesat-Kleinsatelliten. 2016 war der erste von ihnen Teil einer ISS-Mission. Entsprechende Projekte wie UPSat (Universität Patras) und LibreCube organisieren sich beispielsweise über das Open Source Satellite Programme und die Libre Space Foundation. Zudem existieren Open-Hardware-Entwürfe einer Bodenstation. Die Vorhaben werden ein relevanter Schritt zur Professionalisierung des Multistakeholder-Feldes und der Raumfahrtprogramme kleinerer Staaten erachtet.

### Kreislaufwirtschaft und Krisenresilienz
Das Projekt Precious Plastic stellt seit 2013 Anlagen für Kunststoffrecycling bereit. Freiwillige und Kleinunternehmende erhalten so die Möglichkeit, durch den Verkauf neuer Produkte eigene Arbeitsplätze zu schaffen, Einkünfte zu erzielen und Problembewusstsein für Umweltfragen zu schaffen. Das komplementäre Projekt Plastic Scanner entwickelt mobile Open-Hardware-Geräte zur Identifikation spezifischer Kunststoffe (Stand: 2022), beispielsweise zur Anwendung im Globalen Süden.
Im Zuge der der COVID-19-Pandemie entstanden seit dem Frühjahr 2020 mehrere Projekte zur Herstellung von einfachen Beatmungsgeräten und persönlicher Schutzausrüstung (PSA/PPE); Project Carola zur Herstellung einer Open-Source-Produktionslinie für Mund-Nasen-Schutzmasken im 20-Fuß-Container wurde eingestellt. Das Entwicklungsprogramm der Vereinten Nationen (UNDP) stufte die Relevanz von Open Hardware bei der weltweiten Bereitstellung technischer Geräte als „signifikant“ ein.

## Branchenveranstaltungen und Community

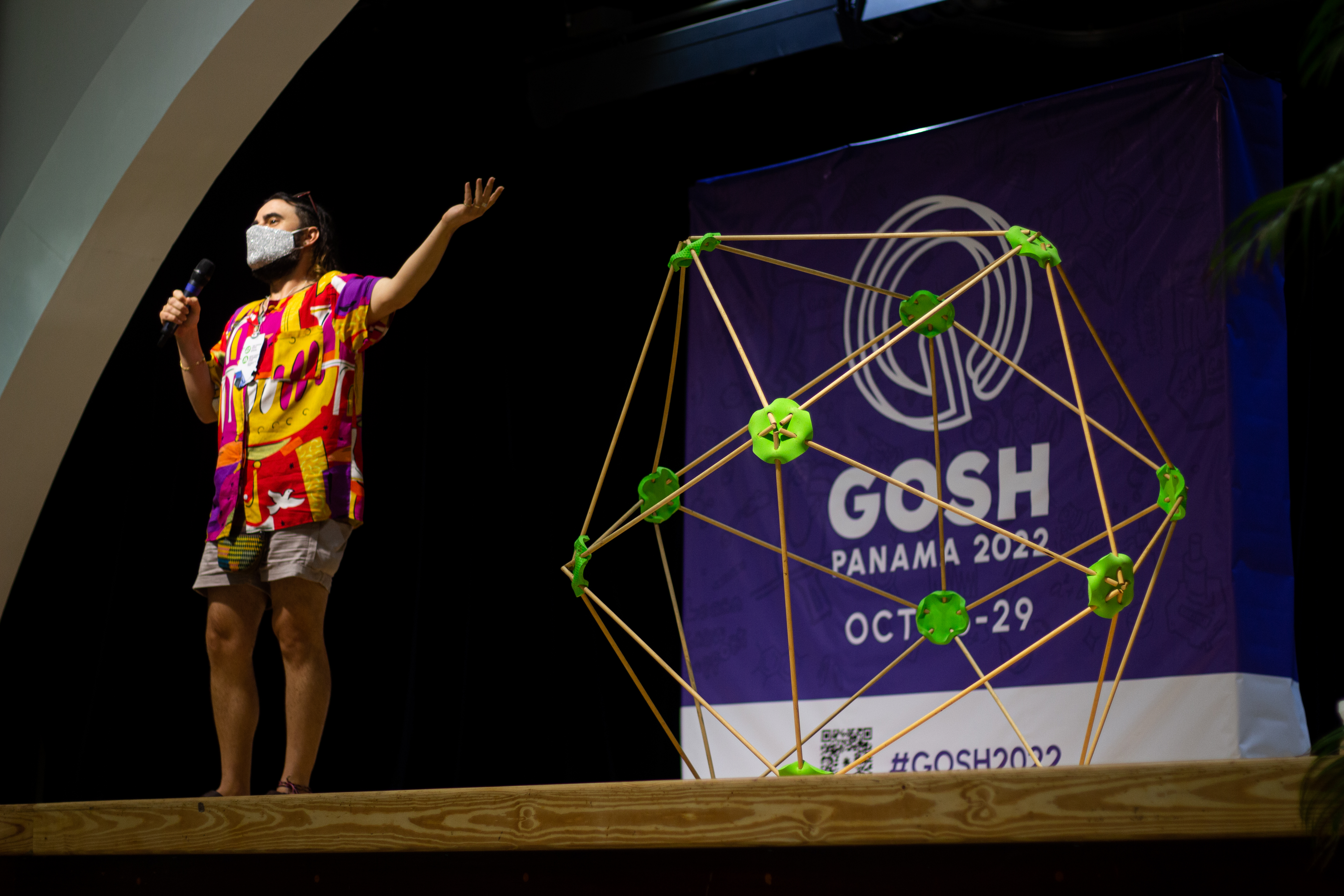
Gathering for Open Science Hardware (GOSH) in Panama 2022

Es gibt mehrere Branchenveranstaltungen, die sich Open Hardware widmen: Die Open Source Hardware Association (OSHWA) richtet jährlich den Open Hardware Summit (OHS) aus und erklärte den Oktober zum jährlichen Open-Hardware-Monat (Open Hardware Month). Mit Unterstützung von FOSSASIA wird an verschiedenen Orten in Europa und Asien der Open Tech Summit ausgerichtet. Das Gathering for Open Science Hardware (GOSH) veranstaltete bisher das gleichnamige Zusammentreffen in Genf, Santiago de Chile, Shenzhen und Panama-Stadt. Weitere Community-Treffen erfolgen nach Aufruf im aktiver Unternehmen oder inhaltlich benachbarten Events (DEFCON, Chaos Communication Congress, Bits & Bäume, FIfFKon).
Relevante Akteure der Open-Hardware-Branche lassen sich nach Unternehmen mit Fokus auf spezifische Produkte (bspw. MNT Research), Zulieferer von Teilen und Baugruppen (Adafruit, SparkFun) sowie Produzenten differenzieren. Durch die Überschneidung professioneller Forschungs- und Entwicklungstätigkeiten mit Beiträgen der DIY- und Maker-Szene machen zudem Einzelpersonen, lose Gruppierungen von Freiwilligen, Nichtregierungsorganisationen sowie Forschungseinrichtungen einen relevanten Teil der Stakeholder aus.

## Weblinks

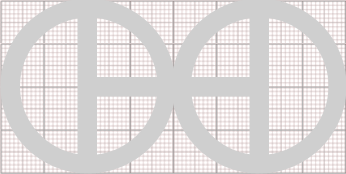
Logo des Open Hardware Observatory

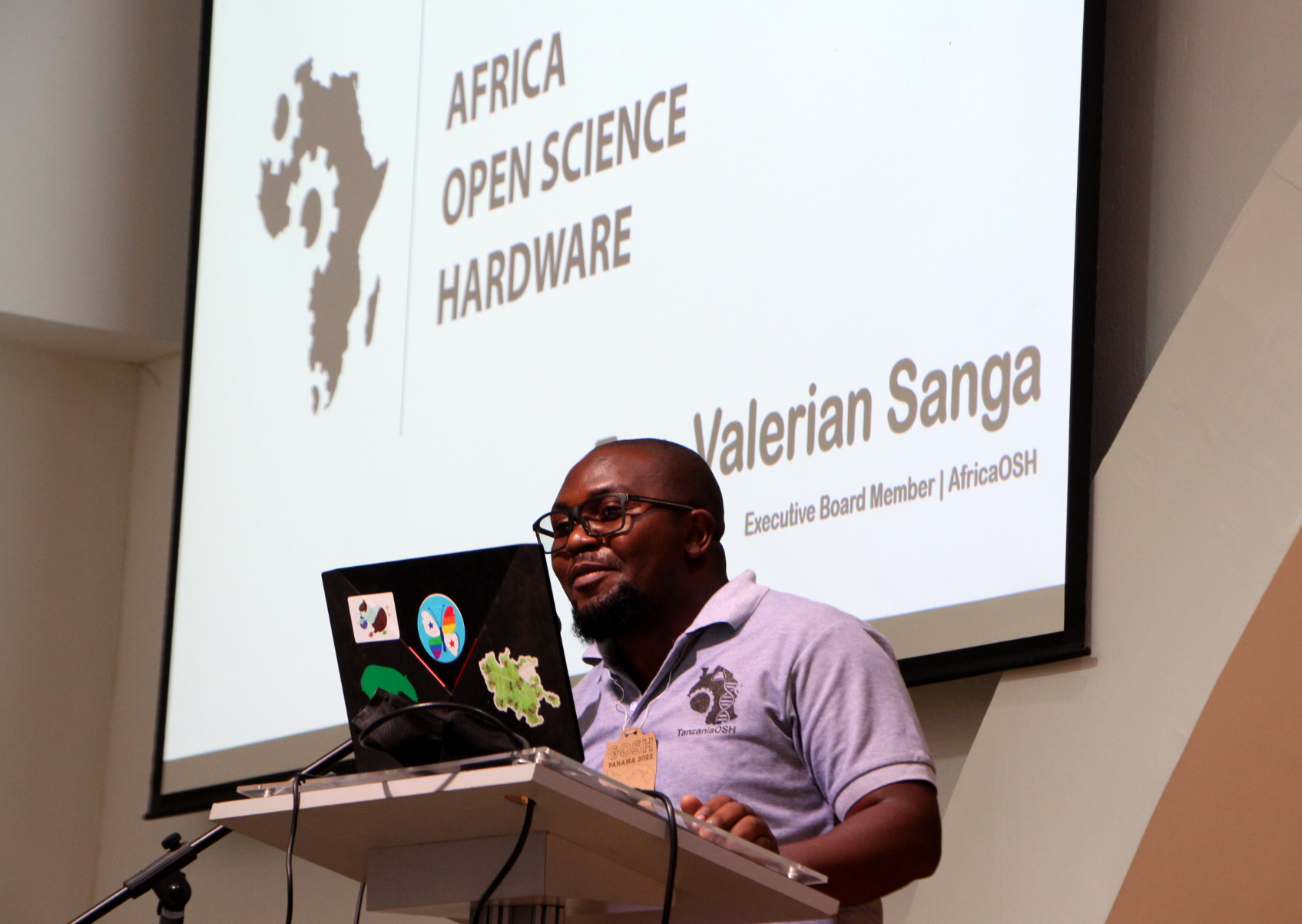
Valerian Sanga, Africa Open Science Hardware (AfricaOSH)